# Цисар, Марьян
Марьян Цисар (словац. Marián Cisár; род. 25 февраля 1978 года, Братислава, Чехословакия) — бывший словацкий хоккеист, игравший на позиции крайнего нападающего.

## Карьера
Хоккейную карьеру начал на родине в 1995 году выступлениями за команду «Слован» (Братислава).
В 1996 году был выбран на драфте НХЛ под 37-м общим номером командой «Лос-Анджелес Кингс».
В течение профессиональной клубной игровой карьеры, которая длилась 8 лет защищал цвета команд «Слован» (Братислава), «Нэшвилл Предаторз», «Орли Зноймо», «Лукко», «Нюрнберг Айс Тайгерс» и «Ганновер Скорпионс».
В общей сложности провел 73 матча в НХЛ.